# سيسيل إيزبل
سيسيل إيزبل (بالإنجليزية: Cecil Isbell)‏ هو لاعب كرة قدم أمريكية أمريكي، ولد في 11 يوليو 1915 في هيوستن في الولايات المتحدة، وتوفي في 23 يونيو 1985 في هاموند في الولايات المتحدة.

## وصلات خارجية
- سيسيل إيزبل على موقع مرجع كرة القدم المحترفة.كوم (الإنجليزية)